# No Limit (serie televisiva)
No Limit è una serie televisiva francese prodotta dal 2012 al 2015 che mescola elementi di azione, commedia e humor. Ideata da Luc Besson e interpretata da Vincent Elbaz, è incentrata sulle avventure di Vincent Libérati, agente segreto colpito da un male incurabile che tra una missione e l'altra cerca di ricostruire i rapporti con la difficile figlia adolescente e con l'ex moglie.
La serie ha debuttato in prima visione mondiale sul canale belga RTL-TVI il 5 novembre 2012, mentre in Francia è stata trasmessa dal 15 novembre 2012 al 29 gennaio 2015 sul canale TF1; in Italia è andata in onda la sola prima stagione nel 2014 sui canali del gruppo Mediaset.

## Trama
L'agente segreto Vincent Libérati scopre di avere un glioblastoma inoperabile al cervello che gli lascia pochi mesi di vita. Gli viene proposto un trattamento sperimentale sviluppato dall'esercito utile a rallentare l'avanzamento del tumore, in cambio del quale viene richiesto il suo arruolamento nel dipartimento segreto Hydra, divisione non riconosciuta dal governo francese impegnata in operazioni clandestine. Fingendo di essere un installatore di sistemi di sicurezza e senza svelare nulla della propria malattia ai suoi parenti, Vincent si stabilisce a Marsiglia, intenzionato a riallacciare i rapporti con la turbolenta figlia Lola e con l'ex moglie Alexandra, della quale è ancora innamorato. Nella stessa città è stata da poco trasferita sua sorella Juliette, Commissario della locale polizia, i cui casi spesso si intrecciano con quelli del fratello.

## Episodi
| Stagione         | Episodi | Prima TV originale | Prima TV Italia |
| ---------------- | ------- | ------------------ | --------------- |
| Prima stagione   | 6       | 2012               | 2014            |
| Seconda stagione | 8       | 2013               | inedita         |
| Terza stagione   | 8       | 2015               | inedita         |

## Personaggi e interpreti
- Vincent Libérati, interpretato da Vincent Elbaz, doppiato da Gianluca Iacono.
Un agente segreto a cui viene diagnosticato un tumore letale. Per guadagnare tempo accetta di mettere le proprie doti al servizio dell'organizzazione clandestina Hydra in cambio di una cura sperimentale. Di stanza nella Riviera Francese sotto le mentite spoglie di un installatore di sistemi di sicurezza, Vincent si dedica anima e corpo a ricostruire il rapporto con la figlia Lola e l'ex moglie Alexandra, distrutto dalle sue continue assenze del passato, ma senza rivelare loro la propria malattia.
- Juliette Lambert, interpretata da Anne Girouard, doppiata da Marcella Silvestri.
Sorella di Vincent, è Commissario della Polizia di Marsiglia. Assieme al tenente Bago indaga su crimini che spesso sono legati al lavoro del fratello. Sposata, ha una figlia, Manon.
- Alexandra, interpretata da Hélène Seuzaret, doppiata da Sonia Mazza.
L'ex moglie di Vincent, che ora convive con Bertrand Rey. Prova sentimenti contrastanti per l'ex marito, oscillando dal risentimento per le sue assenze del passato ad una passione mai sopita.
- Lola Libérati, interpretata da Sarah Brannens, doppiata da Benedetta Ponticelli.
La turbolenta e difficile figlia adolescente di Vincent e Alexandra, che mal sopporta le regole.
- Colonnello De Boissieu, interpretato da Christian Brendel, doppiato da Alessandro D'Errico.
L'uomo a capo del dipartimento Hydra, divisione di intelligence clandestina impegnata a sgominare organizzazioni criminali attraverso l'uso di metodi illegali. Serio e professionale, si scontra spesso con Libérati per la sua poca propensione ad ubbidire gli ordini e per la sua tendenza a mescolare lavoro e vita privata.
- Bago Fiorentini, interpretato da Bernard Destouches, doppiato da Pietro Ubaldi.
Il burbero e disincantato tenente che assiste il Commissario Lambert, dai metodi spicci e inclini alla violenza.
- Marie Dulac, interpretata da Vanessa Guide, doppiata da Jolanda Granato.
Ex prostituta di lusso ingaggiata dall'organizzazione Hydra come spalla di Libérati. Disinibita e solare, viene domiciliata vicino al collega, scatenando con la sua presenza le gelosie di Alexandra.
- Tony Massard, interpretato da Damien Jouillerot, doppiato da Ruggero Andreozzi.
Un bizzarro e loquace spacciatore con molti contatti in città che aiuta spesso Vincent nelle sue missioni.
- Bertrand Rey, interpretato da Philippe Hérisson.
L'attuale compagno di Alexandra.

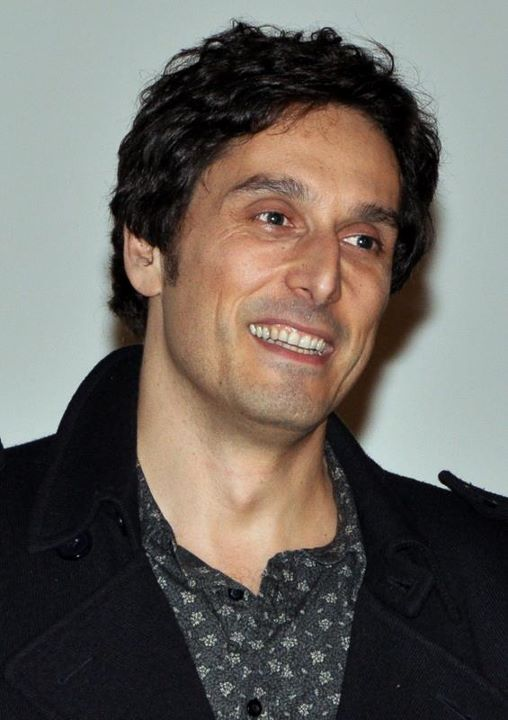
Vincent Elbaz interpreta Vincent Libérati
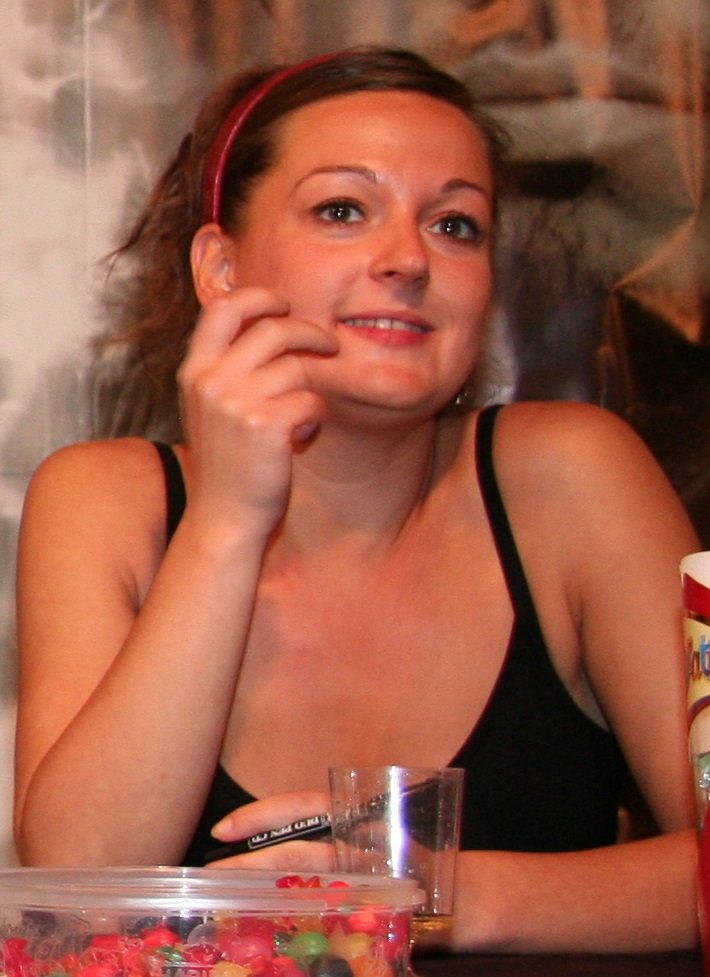
Anne Girouard interpreta Juliette Lambert

## Produzione

### Origine
No Limit è la prima serie televisiva realizzata da Luc Besson nella quale il regista e produttore sia stato concretamente coinvolto nella preparazione dello spettacolo. Per quasi sette anni il canale francese TF1 gli aveva proposto di realizzare una serie, ma il regista aveva sempre rifiutato a causa della poca familiarità col mezzo televisivo. Le cose cambiarono quando nell'aprile del 2010 la sua azienda EuropaCorp acquistò la casa di produzione Cipango Films, realizzatrice di serie televisive come Les Bleus e XIII, con l'intento di diversificare le attività del gruppo. Le prime indiscrezioni sullo spettacolo cominciarono a filtrare nel marzo del 2011 e in settembre la controllata – divenuta nel frattempo EuropaCorp Télévision – annunciò un accordo di collaborazione con TF1 per la realizzazione di serie TV in lingua inglese mirate al mercato internazionale. Nonostante No Limit non abbia queste caratteristiche, costituisce la prima opera nata dalla partnership delle due società. Nell'ottica del canale questo prodotto costituisce un tassello, assieme a Falco, Jo, Crossing Lines e Brooklyn Taxi della nuova strategia mirata a fare un salto di qualità nel mercato francese ed internazionale. Il budget della prima stagione si aggirava attorno ai nove milioni di euro, il 33% in più rispetto ai prodotti di TF1 e il 50% in più rispetto alla media delle produzioni francesi.

### Concezione
Nata da un'idea di Luc Besson, la serie è stata creata assieme allo sceneggiatore Franck Philippon con l'obiettivo di sorprendere lo spettatore attraverso un prodotto che si differenziasse dagli altri spettacoli francesi. Besson partecipò anche come sceneggiatore, prima volta in ambito televisivo, scrivendo con Philippon i primi due episodi e contribuento all'adattamento e ai dialoghi dei successivi due. Per la scelta del titolo si prese ispirazione dalla disciplina dell'apnea No-Limits (il regista ha una nota passione per le immersioni: i genitori erano istruttori subacquei, lui stesso avrebbe voluto diventare biologo marino e il suo terzo film Le Grand Bleu è dedicato all'argomento). Si volle anche sfruttare l'internazionalità delle parole come strumento per attirare il pubblico, ma anche come riferimento alla condizione del protagonista. Per descrivere tale situazione gli sceneggiatori presero spunto da altre serie, prima fra tutte Breaking Bad. Il rapporto padre-figlia costituisce l'elemento cardine sul quale è stato sviluppato il prodotto, a cui vengono aggiunti elementi di azione spettacolare e commedia in dosi bilanciate. Nella prima stagione la struttura di ogni missione è basata su due episodi della durata di poco più di 50 minuti (fa eccezione l'episodio pilota della durata di circa 70 minuti), mentre nelle successive una trama principale si estende per tutta la stagione, con sottotrame secondarie che si concludono in ogni episodio.

### Casting
Per interpretare il personaggio di Libérati fu scelto Vincent Elbaz, già protagonista di commedie e film d'azione (Troppo amici, The Assault - Il volo del terrore), per la prima volta nel cast principale di una serie televisiva. Convinto dalla presenza di Besson e dalle ambizioni del progetto, l'attore dovette allenarsi molto dal punto di vista fisico e imparare gli stili di combattimento Pencak Silat e Krav Maga sotto la guida dello specialista in coerografie di combattimento Alain Figlarz. Vinto il proprio timore per l'altezza, Elbaz svolse la maggior parte delle scene pericolose senza controfigura. Ha definito il suo personaggio "una sorta di James Bond alle prese con i problemi quotidiani" e si è dichiaratamente ispirato a Bruce Willis nel film Trappola di cristallo.
Il ruolo di Juliette Lambert fu assegnato ad Anne Girouard, reduce dal successo della serie umoristica fantasy Kaamelott e già interprete di personaggi secondari in commedie francesi per il cinema e la televisione. L'attrice, incinta durante le riprese della prima stagione, dovette rinunciare alle scene più impegnative.
Per il personaggio di Lola Libérati fu scelta la diciannovenne Sarah Brannens. La giovane attrice, per la prima volta nel cast principale di una serie televisiva, aveva fino ad allora partecipato ad un paio di episodi di due serie TV e ad un film per la televisione, oltre ad aver fornito la propria voce per il doppiaggio in francese di alcuni lungometraggi esteri (Tamara Drewe - Tradimenti all'inglese, La solitudine dei numeri primi).
Il personaggio secondario di Tony Massart, inizialmente previsto solamente per i primi due episodi, divenne parte del cast fisso quando l'attore Damien Jouillerot impressionò a tal punto i produttori con la propria interpretazione da far decidere loro di modificare la sceneggiatura, cancellando la morte dello spacciatore.

### Location
La serie è ambientata a Marsiglia e dintorni, nella regione Provenza-Alpi-Costa Azzurra, dove hanno luogo le riprese.

## Accoglienza
Il 5 novembre 2012 la serie andò in onda per la prima volta sul canale belga RTL-TVI, anticipando di dieci giorni la messa in onda di TF1. In entrambi i Paesi ogni episodio della prima stagione è diventato il programma più visto della giornata, superando in Francia i sette milioni di spettatori per quanto riguarda la prima puntata e ottenendo ottimi riscontri sul pubblico femminile con meno di 50 anni. No Limit si è così collocato al secondo posto tra le serie francesi più seguite in patria nel 2012. Le stagioni successive hanno invece evidenziato un costante calo degli ascolti.

## Conclusione
Nonostante fosse in corso di sviluppo una quarta stagione, non fu trovato un accordo per portarne avanti la produzione. La serie si conclude quindi con un cliffhanger non risolto.